# Negros da Nova Escócia
Negros da Nova Escócia são canadenses negros cujos ancestrais remontam principalmente aos Estados Unidos coloniais como escravos ou homens livres, e mais tarde chegaram à Nova Escócia, Canadá durante os séculos XVIII e XIX. De acordo com o censo canadense de 2016, 21.915 negros vivem na Nova Escócia, a maioria em Halifax. Desde os anos 1950, vários negros da Nova Escócia migraram para Toronto, Ontário, por sua maior gama de oportunidades de trabalho. Antes das reformas da imigração na década de 1960, os negros da Nova Escócia formavam 37% da população total de canadenses negros.
O primeiro negro na Nova Escócia foi registrado entre os fundadores de Port Royal em 1604 como tradutor e navegador. Oeste-africanos foram trazidos como escravos nas primeiras colônias britânicas e francesas nos séculos XVII e XVIII. Muitos vieram como escravos principalmente das Antilhas francesas para a Nova Escócia durante a fundação de Louisbourg. A segunda grande migração de negros para a Nova Escócia aconteceu durante a Revolução Estadunidense, quando os britânicos evacuaram milhares de escravos que fugiram para suas linhas durante a guerra. Eles foram prometidos a liberdade pela Coroa se entrassem para as linhas britânicas, e cerca de 3.000 afro-americanos foram reassentados na Nova Escócia após a guerra, onde eram conhecidos como lealistas negros. Também houve a migração forçada de maroons jamaicanos em 1796, embora um terço dos lealistas e quase todos os maroons partiram para fundar Freetown na Serra Leoa quatro anos depois.
Neste período, oportunidades educacionais começaram a se desenvolver com o estabelecimento da Sociedade para a Propagação do Evangelho em Partes Estrangeiras (escolas do abolicionista britânico Thomas Bray) em Nova Escócia. O declínio da escravidão na Nova Escócia aconteceu em grande parte por decisões judiciais locais, em consonância com as dos tribunais britânicos do final do século XVIII.
A próxima grande migração de negros aconteceu durante a guerra de 1812, novamente com afro-americanos fugindo da escravidão nos Estados Unidos. Muitos vieram depois de ganhar passagem e liberdade em navios britânicos. Os britânicos emitiram uma proclamação no sul prometendo liberdade e terras para aqueles que quisessem se juntar a eles. A criação de instituições como a Escola Real Acadiana e a Igreja Batista Africana em Halifax, fundadas em 1832, abriram oportunidades para os canadenses negros. Durante os anos que antecederam a Guerra Civil Americana, cerca de dez a trinta mil afro-americanos migraram para o Canadá, principalmente em grupos familiares individuais ou pequenos; muitos se estabeleceram em Ontário.
No século XX, os negros nova-escoceses se organizaram por seus direitos civis, estabelecendo grupos como a Associação para o Progresso de Pessoas de Cor da Nova Escócia, a Comissão de Direitos Humanos da Nova Escócia, a Frente Negra Unida, e o Centro Cultural Negro para a Nova Escócia. No século XXI, o governo e organizações de base iniciaram ações na Nova Escócia para tratar de danos causados aos negros, como a Desculpa à Africville (pelo despejo e eventual destruição de Africville, uma comunidade negra de Halifax), o Perdão à Viola Desmond a iniciativa de justiça restaurativa para o Lar da Nova Escócia para Crianças de Cor.

## História
Negros da Nova Escócia por parcela da população negra canadense total:
| Ano  | Número de negros canadenses | Número de negros da Nova Escócia | Porcentagem de todos os canadenses negros que vivem na Nova Escócia |
| ---- | --------------------------- | -------------------------------- | ------------------------------------------------------------------- |
| 1881 | 21.394                      | 7.062                            | 33%                                                                 |
| 1951 | 18.020                      | 8.141                            | 45%                                                                 |
| 2016 | 1.198.545                   | 21.910                           | 2%                                                                  |

### Século XVII

#### Port Royal
O primeiro negro de quem se tem registro no Canadá foi Mathieu da Costa. Ele chegou na Nova Escócia em algum momento entre 1603 e 1608 como tradutor do explorador francês Pierre Dugua de Mons. O primeiro negro conhecido a viver no Canadá foi um escravo de Madagascar chamado Olivier Le Jeune.

### Século XVIII

#### Louisbourg

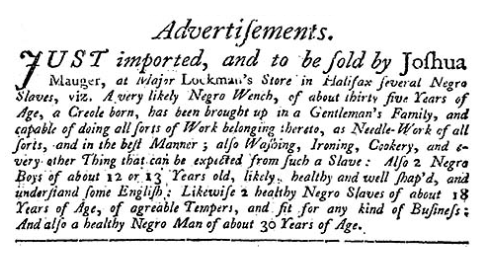
Anúncio para escravos, Halifax Gazette, 30 de maio de 1752 p. 2

Dos 10.000 franceses que viviam em Louisbourg (1713–1760) e no resto da colônia de Île-Royale, 216 eram escravos afrodescendentes. Segundo o historiador Kenneth Donovan, os escravos de Ile Royal trabalhavam como "criados, jardineiros, padeiros, taverneiros, pedreiros, músicos, lavadeiros, soldados, marinheiros, pescadores, funcionários de hospitais, balseiros, carrascos e enfermeiros". Mais de 90% dos escravos eram negros das antilhas francesas, que incluíam Saint-Domingue, a principal colônia de açúcar, e Guadeloupe.

#### Halifax
Entre os fundadores registrados de Halifax estavam 17 negros livres. Em 1767, havia 54 negros vivendo em Halifax. Quando Halifax, Nova Escócia foi estabelecida (1749), alguns britânicos trouxeram escravos com eles. Por exemplo, o armador e comerciante Joshua Mauger vendeu escravos em um leilão lá. Alguns anúncios de escravos fugitivos foram publicados em jornais.
A primeira comunidade negra em Halifax se localizava na rua Albermale, que mais tarde se tornou o local da primeira escola para estudantes negros em Nova Escócia (1786). A escola para estudantes negros foi a única escola de caridade em Halifax pelos próximos 26 anos. Os brancos não tinham permissão para estudar lá.
Antes de 1799, 29 negros registrados foram enterrados no cemitério Old Burying Ground (Halifax, Nova Escócia), dos quais 12 deles foram listados com nomes próprios e sobrenomes; sete das sepulturas são da migração de plantadores da Nova Inglaterra (1763–1775) e 22 sepulturas são do período imediatamente após a chegada dos lealistas negros em 1776. O reverendo John Breyton relatou que em 1783, ele batizou 40 negros e enterrou muitos por causa da doença.
De acordo com um relatório de 1783, 73 negros chegaram a Halifax de Nova Iorque. Dos 4.007 negros que vieram para a Nova Escócia em 1783 como parte da reassentamento prometido pela Coroa, 69% (2.775) eram livres, 35% (1.423) eram ex soldados britânicos, e 31% (1.232) eram escravos de lealistas brancos. Enquanto 41 escravos alforriados foram enviados para Dartmouth, nenhum foi enviado para Halifax. 550 maroons jamaicanos viveram em Halifax por quatro anos (1796–1800); eles foram reassentados em Freetown (hoje Serra Leoa). Um retorno em dezembro de 1816 indica que 155 negros migraram para Halifax durante a Guerra de 1812.

#### Revolução Americana
Os britânicos haviam prometido liberdade aos escravos dos rebeldes se eles se juntassem às suas forças. Alguns chegaram durante a guerra em Nova Escócia como resultado da Underground Railroad. No fim da Guerra da Independência Americana, os britânicos evacuaram milhares de lealistas negros, reassentando muitos na colônia britânica de Nova Escócia, Canadá. Após a Declaração de Dunmore, as autoridades britânicas nas colônias americanas prometeram liberdade aqueles escravos dos rebeldes americanos, que fugiram e seguiram para as linhas britânicas. Um grande número de pessoas escravizadas aproveitou esta oportunidade e seguiram para o lado britânico, como fez um número muito menor de pessoas de cor livres.
Aproximadamente três mil lealistas negros foram evacuados por navio para a Nova Escócia entre abril e novembro de 1783, viajando em navios da Marinha Real ou navios britânicos fretados. Este grupo era formado principalmente por comerciantes e obreiros. Muitos desses afro-americanos tinham raízes principalmente em estados americanos como Virgínia, Carolina do Sul, Geórgia e Maryland. Alguns também vieram de Massachusetts, Nova Jérsei e Nova Iorque. Muitos desses colonos afro-americanos foram registrados em um documento chamado Book of Negroes.
| {{{caption}}}                                           |
| Rose Fortune, lealista negra, c. 1830 — Annapolis Royal |

| {{{caption}}} |
| Lawrence Hartshorne, falecido em 1822, um Quaker que foi assistente chefe do abolicionista John Clarkson e ajudou os colonos negros nova-escoceses a emigrar para a Serra Leoa (1792), cemitério Old Burying Ground, Halifax, Nova Escócia |

| {{{caption}}} |
| Reverendo William Furmage, Old Burying Ground, missionária de Huntingdon para os lealistas negros; fundou escola para negros em Halifax |

| {{{caption}}}                                                       |
| Charles Inglis — defendeu a educação para os negros da Nova Escócia |

#### Pioneiros Negros
Muitos dos lealistas negros realizaram o serviço militar no exército britânico, particularmente como parte do único regimento negro da guerra, os Pioneiros Negros, enquanto outros desempenharam funções não militares. Os soldados dos Pioneiros Negros se fincaram em Digby e receberam uma pequena compensação em comparação com os lealistas brancos. Muitos dos negros se estabeleceram sob a liderança de Stephen Blucke, um proeminente líder negro dos Pioneiros Negros. O historiador Barry Moody se referiu a Blucke como "o verdadeiro fundador da comunidade afrodescendente nova-escocesa."

#### Birchtown
Blucke liderou a fundação de Birchtown, Nova Escócia em 1783. A comunidade era o maior assentamento de lealistas negros e o maior assentamento de africanos livres na América do Norte no século XVIII. A comunidade recebeu o nome em homenagem ao brigadeiro general britânico Samuel Birch, um oficial que assistiu a evacuação de lealistas negros de Nova Iorque. (Também em sua homenagem foi nomeada uma comunidade muito menor de lealistas negros no condado de Guysborough, Nova Escócia, chamada Birchtown.) As duas outras comunidades de lealistas negros significantes estabelecidas na Nova Escócia foram Brindleytown (hoje Jordantown) e Tracadie. Birchtown se localizava próxima à cidade maior de Shelburne, com uma população majoritariamente branca. Tensões raciais entraram em erupção com os tumultos de Shelburne de 1784, quando os lealistas brancos que moravam na cidade expulsaram os moradores negros de Shelburne e os mandaram para Birchtown. Nos anos após o tumulto, o condado de Shelburne perdeu população devido a fatores econômicos, e pelo menos metade das famílias em Birchtown abandonaram o assentamento e emigraram para a Serra Leoa em 1792. Para acomodar esses súditos britânicos, o governo britânico aprovou 16.000 libras para a emigração, três vezes o orçamento anual total para a Nova Escócia. Eles foram guiados à Serra Leoa pelo abolicionista John Clarkson e ficaram conhecidos como Colonos da Nova Escócia.

#### Tracadie

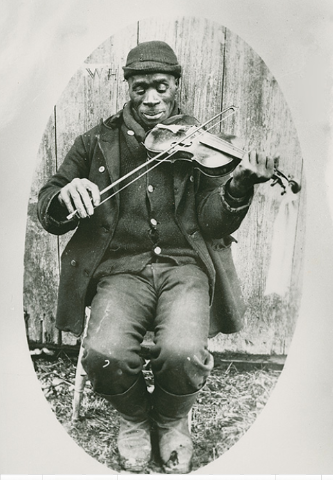
Joe Izard, descendente do ex-escravo Andrew Izard, Guysborough, c. 1900

O outro assentamento significativo dos lealistas negros foi Tracadie. Liderados por Thomas Brownspriggs, os negros nova-escoceses que se assentaram na Baía de Chedabucto atrás do que hoje é a vila de Guysborough migraram para Tracadie (1787). Nenhum dos negros no leste da Nova Escócia migraram para a Serra Leoa.
Um dos lealistas negros era Andrew Izard (c. 1755 — ?). Ele era um ex-escravo de Ralph Izard em St. George, Carolina do Sul. Ele trabalhava em uma plantação de arroz e cresceu em Combahee. Quando era jovem, ele era avaliado em 100 libras. Em 1778, Izard fugiu. Durante a Revolução Americana, ele trabalhou para o exército britânico no departamento do general de vagões. Ele estava em um dos últimos navios que deixou Nova Iorque em 1783. Ele viajou no Nisbett em novembro, que partiu para Port Mouton. A vila foi queimada até o chão na primavera de 1784 e ele foi transportado para Guysborough. Lá criou sua família e ainda tem descendentes que vivem na comunidade.
A educação na comunidade negra foi inicialmente pleiteada pelo bispo Charles Inglis, que patrocinava a Sociedade Protestante para a Propagação do Evangelho. Alguns dos professores foram: Thomas Brownspriggs (c. 1788–1790) e Dempsey Jordan (1818–?). Haviam 23 famílias negras em Tracadie em 1808; em 1827 este número aumentara para 30 ou mais.

#### Declínio da escravidão: 1787–1812
Embora muitos dos negros que chegaram na Nova Escócia durante a Revolução Americana eram livres, outros não eram. Escravos negros também chegaram na Nova Escócia como propriedade de lealistas brancos americanos. Em 1772, antes da Revolução Americana, a Grã-Bretanha proibiu o tráfico negreiro nas ilhas britânicas após a decisão de Knight contra Wedderburn na Escócia em 1778. Essa decisão, por sua vez, influenciou a colônia da Nova Escócia. Em 1788, o abolicionista James Drummond MacGregor de Pictou publicou a primeira literatura antiescravagista no Canadá e começou a comprar a liberdade dos escravos e reprimir seus colegas na igreja presbiteriana que possuíam escravos. O historiador Alan Wilson descreve o documento como "um marco no caminho para a liberdade pessoal na província e no país". O historiador Robin Winks escreve que foi "o ataque foi agudo vindo de uma pena canadense até a década de 1840; ele também provocou um debate público que logo chegou aos tribunais."
Liderado por Richard John Uniacke, em 1787, 1789 e novamente em 11 de janeiro de 1808, o Legislativo da Nova Escócia recusou-se a legalizar a escravidão. Dois chefes de justiça, Thomas Andrew Lumisden Strange (1790–1796) e Sampson Salter Blowers (1797–1832) travaram uma “guerra judicial” em seus esforços para libertar escravos de seus proprietários na Nova Escócia. Eles eram tidos em alta consideração na colônia. O juiz Alexander Croke (1801–1815) também confiscou navios negreiros americanos durante este período de tempo (o mais famoso foi o Liverpool Packet). No final da Guerra de 1812 e com a chegada dos refugiados negros, restavam poucos escravos na Nova Escócia. (O ato contra o Comércio de Escravos de 1807 aboliu o tráfico negreiro no Império Britânico, e o ato de Abolição de Escravidão de 1833 baniu a escravidão de vez.)
| {{{caption}}}                                                                          |
| Abolicionista Richard John Uniacke — ajudou a libertar escravos negros da Nova Escócia |

| {{{caption}}}                                                                      |
| Chefe de Justiça Sampson Salter Blowers — libertou escravos negros da Nova Escócia |

| {{{caption}}}                                                                              |
| Chefe de Justiça Thomas Andrew Lumisden Strange — libertou escravos negros da Nova Escócia |

| {{{caption}}}                                                 |
| Monumento Reverendo James Drummond MacGregor, Pictou, Escócia |

#### Maroons jamaicanos
Segundo um historiador, em 26 de junho de 1796, 543 homens, mulheres e crianças, maroons jamaicanos, foram deportados a bordo dos navios Dover, Mary e Anne, da Jamaica, após serem derrotados em uma revolta contra o governo colonial britânico. No entanto, muitos historiadores discordam sobre o número que foi transportado da Jamaica para a Nova Escócia, com um dizendo que 568 Maroons da cidade de Cudjoe (Trelawny Town) fizeram a viagem em 1796. Parece que pouco menos de 600 deixaram a Jamaica, com 17 morrendo no navio, e 19 em seu primeiro inverno na Nova Escócia. Um cirurgião canadense contou 571 maroons na Nova Escócia, em 1797. Seu destino inicial era o Baixo Canadá, mas em 21 e 23 de julho, os navios chegaram à Nova Escócia. Neste momento Halifax estava passando por um grande boom de construção iniciado pelos esforços de Eduardo, Duque de Kent e Strathearn de modernizar as defesas da cidade. Os vários projetos de construção criaram uma escassez de mão-de-obra. Eduardo ficou impressionado com os quilombolas e imediatamente os colocou para trabalhar na cidadela de Halifax, na sede do governo e em outras obras de defesa em toda a cidade.
O vice-governador britânico Sir John Wentworth, com o dinheiro fornecido pelo governo jamaicano, conseguiu uma bolsa anual de £ 240 para o sustento de uma escola e educação religiosa. Os maroons queixavam-se dos invernos rigorosamente frios, de suas condições segregadas, métodos agrícolas desconhecidos e acomodações menos do que adequadas. Seu líder, Montague James, solicitou ao governo britânico o direito de passagem para Serra Leoa, e eles acabaram tendo essa oportunidade em face da oposição de Wentworth. Em 6 de agosto de 1800, os Maroons partiram de Halifax, chegando em 1 de outubro em Freetown, Serra Leoa. Em seu novo lar, construíram uma nova comunidade em Maroon Town, Serra Leoa.

### Século XIX
Em 1808, George Prévost autorizou a formação de um regimento negro na colônia sob o comando do capitão Silas Hardy e do coronel Christopher Benson.

#### Guerra de 1812

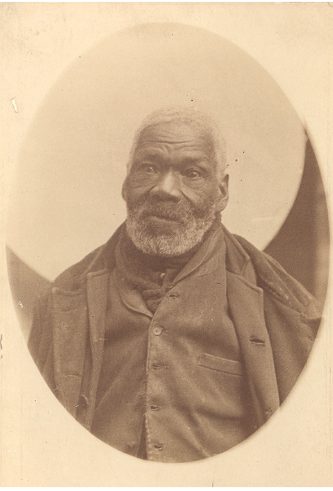
Gabriel Hall, na única imagem conhecida de um refugiado negro da guerra de 1812.

A próxima grande migração de negros para a Nova Escócia ocorreu entre 1813 e 1815. Os refugiados negros dos Estados Unidos estabeleceram-se em muitas partes da Nova Escócia, incluindo Hammonds Plains, Beechville, Lucasville e Africville.
O Canadá não era adequado para a agricultura de plantação em grande escala praticada no sul dos Estados Unidos, e a escravidão tornou-se cada vez mais rara. Em 1793, em um dos primeiros atos do novo parlamento colonial do Alto Canadá, a escravidão foi abolida. Foi praticamente abolida em todas as outras colônias britânicas da América do Norte em 1800, e se tornou ilegal em todo o Império Britânico após 1834. Isso fez do Canadá um destino atraente para aqueles que fugiam da escravidão nos Estados Unidos, como o ministro americano Boston King.

#### Escola Real Acadiana
Em 1814, Walter Bromley abriu a Royal Acadian School, que incluía muitos estudantes negros — crianças e adultos — a quem ele ensinava nos fins de semana, porque trabalhavam durante a semana. Alguns dos estudantes negros entraram em negócios em Halifax, enquanto outros foram contratados como empregados.
Em 1836, a Escola Africana foi criada em Halifax, da Escola do Evangelho Protestante (Escola de Bray) e logo seguida por escolas similares em Preston, Hammond's Plains e Beech Hill.

#### Igreja Batista da Rua Cornwallis

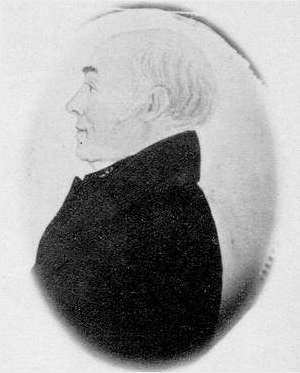
John Burton – fundador de uma das primeiras congregações integradas por negros e brancos na Nova Escócia (c. 1811)

Seguindo o pregador lealista negro, David George, o ministro batista John Burton foi um dos primeiros ministros a integrar cidadãos negros e brancos nova-escoceses na mesma congregação. Em 1811 a igreja de Burton tinha 33 membros, a maioria dos quais eram negros livres de Halifax e dos assentamentos vizinhos de Preston e Hammonds Plains. Segundo o historiador Stephen Davidson, os negros eram "evitados, ou meramente tolerados, pelo restante dos critãos de Halifax; os negros foram recebidos calorosamente pela primeira vez na Igreja Batista". Burton tornou-se conhecido como "um apóstolo das pessoas de cor" e muitas vezes seria enviado pela associação batista em visitas missionárias às comunidades negras que cercavam Halifax. Ele foi o mentor de Richard Preston.

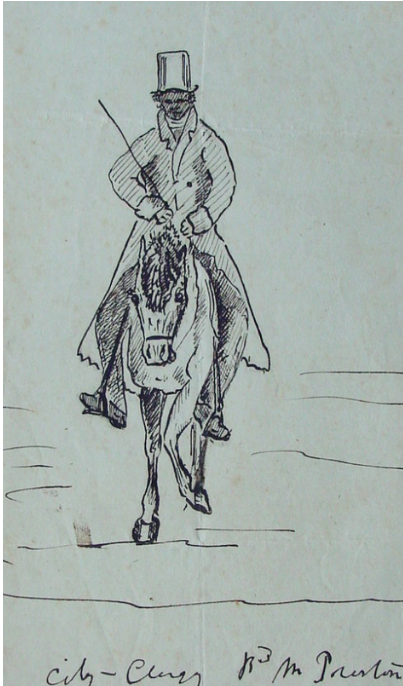
Richard Preston – fundador da primeira igreja negra na Nova Escócia (1832)

A Igreja Batista da Rua Cornwallis (antigamente conhecida como a Capela Africana e a Igreja Batista Africana) é uma igreja batista em Halifax fundada por refugiados negros em 1832. Quando a capela foi concluída, foi relatado que os cidadãos negros de Halifax se orgulharam dessa conquista porque era evidência de que ex-escravos podiam criar suas próprias instituições na Nova Escócia. Sob a direção de Richard Preston, lançou as bases para as ações sociais com o fim de tratar dos problemas dos negros nova-escoceses.
Preston e outros passaram a estabelecer uma rede de igrejas batistas negras socialmente ativas em toda a Nova Escócia, com a igreja de Halifax sendo referida como a "Igreja Mãe". Cinco dessas igrejas foram fundadas em Halifax: Preston (1842), Beechville (1844), Hammonds Plains (1845) e outra em Africville (1849) e Dartmouth. De reuniões realizadas na igreja, eles também estabeleceram a Sociedade Africana Amigável, a Sociedade Africana de Abolição e a Associação Africana Unida Batista.
A igreja permaneceu no centro do ativismo social ao longo do século XX. Os reverendos da igreja incluíam William A. White (1919–1936) e William Pearly Oliver (1937–1962).

#### Guerra Civil Americana

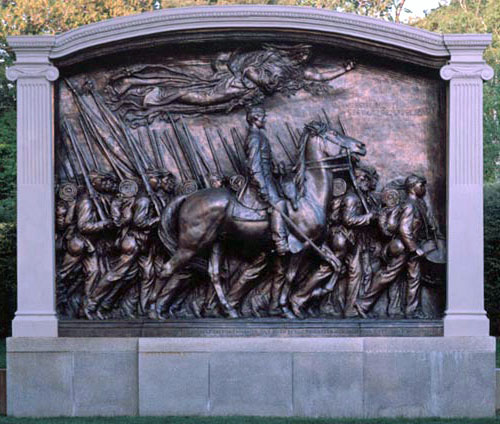
Memorial ao 54º Regimento de Infantaria Voluntário de Massachusetts, Boston

Vários negros nova-escoceses lutaram na Guerra Civil Americana no esforço para acabar com a escravidão; talvez os mais conhecidos sejam sejam Joseph B. Noil e Benjamin Jackson. Três negros nova-escoceses serviram no famoso 54º Regimento de Infantaria Voluntário de Massachusetts: Hammel Gilyer, Samuel Hazzard, e Thomas Page.

### Século XX

#### Liga de Hóquei de Cor

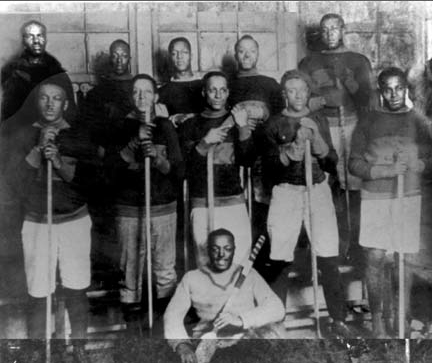
Liga de Hóquei de Cor, 1910

Em 1894, uma liga negra de hóquei no gelo, conhecida como a Liga de Hóquei de Cor, foi fundada na Nova Escócia. Jogadores negros da Províncias marítimas do Canadá (Nova Escócia, New Brunswick, Ilha do Príncipe Eduardo) participavam da competição. A liga começou a jogar 23 anos antes da fundação da National Hockey League e, como tal, foi creditada com algumas inovações que existem hoje na NHL. Mais notavelmente, alega-se que o primeiro jogador a usar o slapshot foi Eddie Martin, do Halifax Eurekas, há mais de 100 anos. A liga permaneceu em operação até 1930.

#### Primeira Guerra Mundial

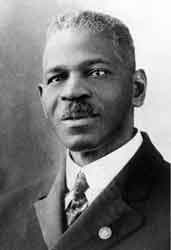
Reverendo William A. White – primeiro oficial negro do Império Britânico

O Batalhão de Construção Nº 2, Força Expedicionária Canadense, foi o único batalhão predominantemente negro da história militar do Canadá e também o único batalhão canadense composto por soldados negros a servir na Primeira Guerra. O batalhão foi criado na Nova Escócia e 56% dos membros do batalhão (500 soldados) vieram da província. O reverendo William A. White, do Batalhão, tornou-se o primeiro oficial negro do Império Britânico.
Uma unidade militar negra mais antiga na Nova Escócia foi os Fuzis de Victoria, criada na esteira da Guerra da Crimeia.

#### Associação para o Progresso de Pessoas de Cor da Nova Escócia
Liderada pelo ministro William Pearly Oliver, a Associação para o Avanço das Pessoas de Cor da Nova Escócia foi formada em 1945 a partir da Igreja Batista da Rua Cornwallis. A organização tinha a intenção de melhorar o padrão de vida dos negros nova-escoceses e também tentou melhorar as relações entre negros e brancos em cooperação com agências privadas e governamentais. A organização foi acompanhada por 500 negros nova-escoceses. Em 1956, a NSAACP possuía filiais em Halifax, Cobequid Road, Digby, Wegymouth Falls, Beechville, Inglewooe, Hammonds Plains e Yarmouth. As filiais de Preston e Africville foram adicionadas em 1962, no mesmo ano em que New Road, Cherrybrook e Preston East solicitaram filiais. Em 1947, a Associação levou com sucesso o caso de Viola Desmond à Suprema Corte do Canadá. Também pressionou o Hospital Infantil de Halifax a permitir que as mulheres negras se tornassem enfermeiras; defendeu a inclusão e desafiou o currículo racista no Departamento de Educação. A Associação também desenvolveu um programa de educação de adultos com o departamento do governo.
Em 1970, mais de um terço dos 200 membros eram brancos.

#### Comissão de Direitos Humanos da Nova Escócia
Juntamente com Oliver e o envolvimento direto do primeiro-ministro da Nova Escócia, Robert Stanfield, muitos ativistas negros foram responsáveis pelo estabelecimento da Comissão de Direitos Humanos da Nova Escócia (1967). Originalmente, o mandato da Comissão era principalmente para resolver o problema dos negros nova-escoceses. O primeiro funcionário e funcionário administrativo da Comissão foi Gordon Earle.

#### Frente Negra Unida

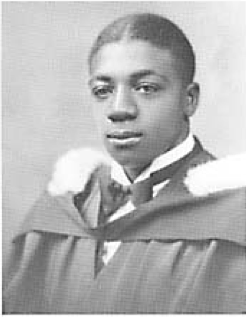
William Pearly Oliver (1934) – fundador das quatro principais organizações de apoio dos negros da Nova Escócia no século XX

De acordo com os tempos, o reverendo William Oliver começou a Frente Unida Negra em 1969, que adotou explicitamente uma agenda separatista negra. O movimento separatista negro dos Estados Unidos teve uma influência significativa na mobilização da comunidade negra na Nova Escócia no século XX. Essa abordagem separatista negra para abordar o racismo e o empoderamento dos negros foi introduzida por Marcus Garvey na década de 1920. Garvey argumentava que os negros seriam tratados de maneira justa na sociedade branca, então eles deveriam formar repúblicas separadas ou retornar para a África. Os brancos são considerados um grupo homogêneo essencialmente racista e, nesse sentido, são considerados irredimíveis na luta contra o racismo.
Garvey visitou a Nova Escócia duas vezes, primeiro nos anos 1920, o que levou a um escritório da Associação Universal para o Progresso Negro em Cape Breton, e depois na famosa visita de 1937. Ele foi inicialmente atraído pela fundação de uma Igreja Ortodoxa Africana em Sydney em 1921 e manteve contato com a comunidade caribenha expatriada. A AUPN o convidou para uma visita em 1937. (Garvey presidiu as conferências e convenções regionais da AUPN em Toronto, em 1936, 1937 e 1938. Na reunião de 1937, ele inaugurou sua Escola de Filosofia Africana.)
Apesar das objeções de Martin Luther King Jr., essa política separatista foi reforçada novamente na década de 1960 pelo Movimento Black Power e especialmente seu subgrupo militante do Partido dos Panteras Negras. Francis Beaufils (também conhecido como Ronald Hill) foi um Pantera Negra foragido que enfrentava acusações nos EUA e encontrou refúgio na zona rural da Nova Escócia. O movimento separatista influenciou o desenvolvimento da Frente Negra Unida, uma organização nacionalista negra fundada em Halifax que incluía Burnley "Rocky" Jones e era vagamente baseada no programa de dez pontos do Partido dos Panteras Negras. Em 1968, Stokely Carmichael, que criou o termo Black Power!, visitou a Nova Escócia e ajudou a organizar a FNU.

#### Centro Cultural Negro para a Nova Escócia
O reverendo William Oliver acabou deixando a FNU e se tornou instrumental na criação do Centro Cultural Negro para a Nova Escócia, inaugurado em 1983. A organização abriga um museu, biblioteca e área de arquivo. Oliver projetou o Centro Cultural Negro para ajudar todos os nova-escoceses a se conscientizarem de como a cultura negra é tecida na herança da província. O Centro também ajuda os nova-escoceses a traçar sua história de defender os direitos humanos e superar o racismo na província. Por seus esforços em estabelecer as quatro organizações líderes no século XX para apoiar os negros nova-escoceses e, finalmente, todos os nova-escoceses, William Oliver foi premiado com a Ordem do Canadá em 1984.

### Século XXI

#### Organizações
Várias organizações foram criadas por negros nova-escoceses para ajudar a comunidade. Algumas incluem a Associação de Educadores Negros da Nova Escócia, a Associação de Música Africana Nova-Escocesa, a Associação de Saúde dos Afro-Canadenses e a Iniciativa Empresarial Negra. Indivíduos envolvidos nessas e em outras organizações trabalharam em conjunto com vários funcionários para orquestrar as desculpas e perdões do governo por incidentes passados de discriminação racial.

#### Desculpa à Africville

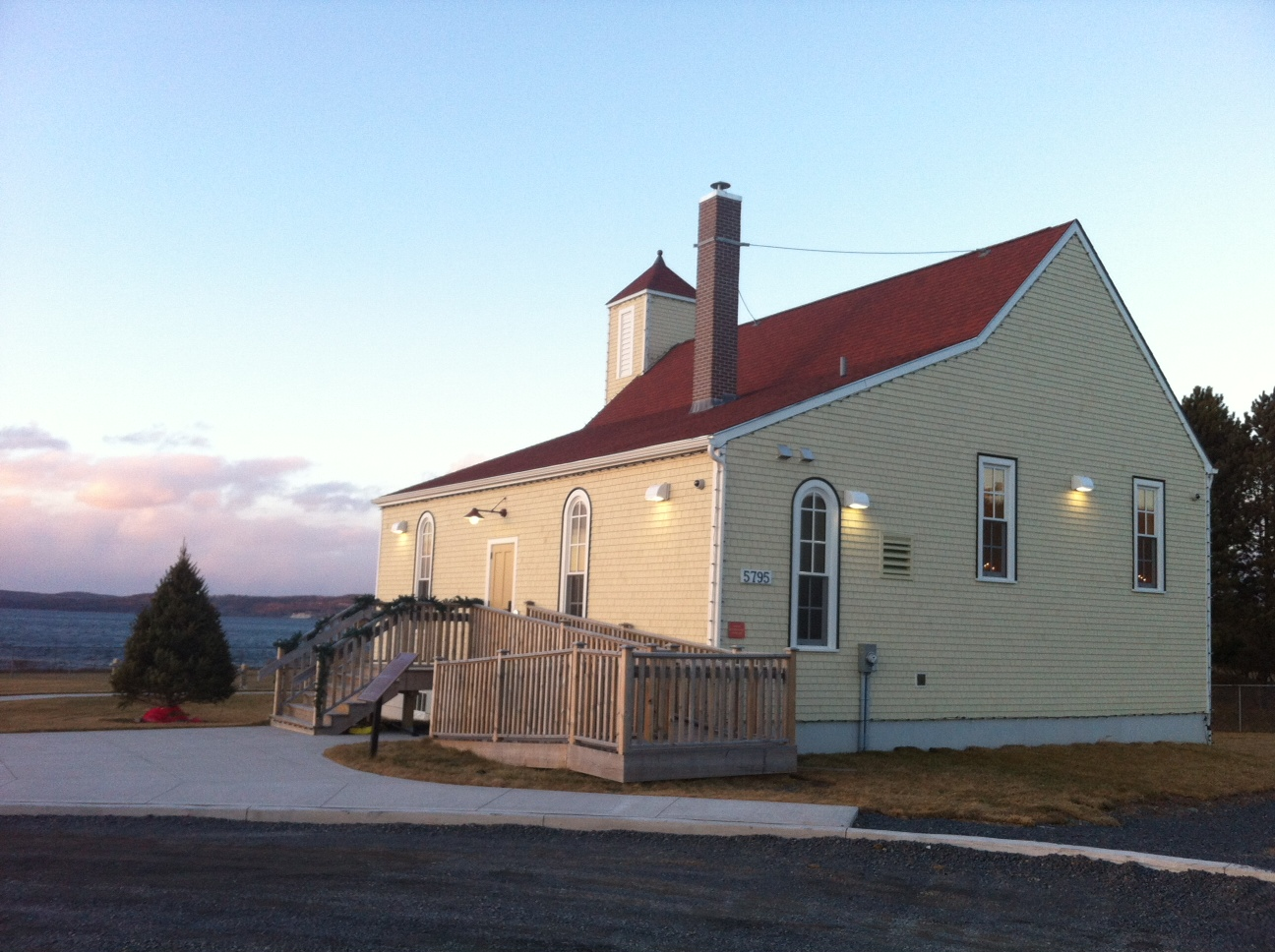
Igreja de Africville (est. 1849) – reconstruída como parte do pedido de desculpas à Africville

A Desculpa à Africville foi entregue em 24 de fevereiro de 2010, por Halifax, Nova Escócia, pelo despejo e eventual destruição de Africville, uma comunidade negra nova-escocesa.

#### Perdão à Viola Desmond
Em 14 de abril de 2010, a vice-governadora da Nova Escócia, Mayann Francis, a conselho de seu primeiro-ministro, invocou a Prerrogativa Real e concedeu a Viola Desmond um perdão póstumo livre, o primeiro a ser concedido no Canadá. O perdão gratuito, um remédio extraordinário concedido sob a Prerrogativa Real da Misericórdia apenas nas circunstâncias mais raras e o primeiro concedido postumamente, difere de um simples perdão na medida em que é baseado na inocência e reconhece o erro de uma condenação. O governo da Nova Escócia também se desculpou. Essa iniciativa aconteceu através da irmã mais nova de Desmond, Wanda Robson, e de um professor da Universidade Cape Breton, Graham Reynolds, trabalhando com o governo da Nova Escócia para garantir que o nome de Desmond fosse limpo e o governo admitisse seu erro.
Em homenagem à Desmond, o governo provincial deu o seu nome para o primeiro Dia do Patrimônio da Nova Escócia.

#### Desculpa ao Lar da Nova Escócia para Crianças de Cor
As crianças de um orfanato aberto em 1921, o Lar da Nova Escócia para Crianças de Cor, sofreram abuso físico, psicológico e sexual por parte dos funcionários durante um período de 50 anos. Ray Wagner é o principal advogado dos ex-residentes que conseguiram abrir um processo contra o orfanato com sucesso. Em 2014, o primeiro-ministro da Nova Escócia, Stephen McNeil, escreveu uma carta de desculpas e cerca de 300 reclamantes devem receber indenização monetária por seus danos.

#### Imigração
Desde as reformas de imigração dos anos 70, um número crescente de pessoas afrodescendentes se mudaram para a Nova Escócia. Os membros desses grupos geralmente não são considerados parte da comunidade distinta de negros nova-escoceses, embora possam ser vistos como tal pela sociedade em geral.
5 principais origens étnicas dos imigrantes afrodescendentes na Nova Escócia:
| País de origem | População em 2016 |
| -------------- | ----------------- |
| Jamaica        | 480               |
| Nigéria        | 350               |
| Bahamas        | 230               |
| Etiópia        | 185               |
| Gana           | 185               |

## Assentamentos
Negros nova-escoceses inicialmente se instalaram em ambientes rurais, que geralmente funcionavam de maneira independente até 1960. Até hoje os negros da Nova Escócia em áreas urbanas traçam suas raízes até esses assentamentos rurais. Alguns dos assentamentos incluem: Gibson Woods, Greenville, Weymouth Falls, Birchtown, East Preston, Cherrybrook, Lincolnville, Upper Big Tracadie, Five Mile Plains, North Preston, Tracadie, Shelburne, Lucasville, Beechville, e Hammonds Plains entre outros. Alguns têm raízes em outros locais em New Brunswick e Ilha do Príncipe Eduardo incluindo Elm Hill, New Brunswick, Willow Grove (Saint John, NB) e The Bog (Charlottetown, IPE).
Bairros negros proeminentes existem na maioria das cidades da Nova Escócia, incluindo Halifax, Truro, Nova Glasgow, Sydney, Digby, Shelburne e Yarmouth. Bairros negros em Halifax incluem Uniacke Square e Mulgrave Park. O diversificado bairro de Whitney Pier, em Sydney, tem uma população negra significativa, primeiro atraída pela abertura da usina siderúrgica da Dominion Iron and Steel Company no início do século XX.

### Lista de áreas com populações negras maiores que a média provincial
Mais de 100.000
- Halifax (3,8%)

Mais de 10.000
- Dartmouth North (9,7%)
- Whitney Pier (7.7%)
- Clayton Park (7,5%)
- Spryfield (7,2%)
- Cole Harbour (7%)
- Dartmouth (6,5%)
- Rockingham (5%)
- Truro (3,9%)
- Condado de West Hants (2,4%)

Mais de 5.000
- Preston (23%)
- North End Halifax (21%)
- West End Halifax (8,3%)
- Yarmouth (7,8%)
- Lake Echo (6,1%)
- Digby (distrito municipal) (4,5%)
- Amherst (3,9%)
- Nova Glasgow (3,9%)
- New Minas (3,8%)

Mais de 1.000
- North Preston (99%)
- East Preston (80%)
- Upper Hammonds Plains (17,9%)
- South End (Nova Glasgow) (17%)
- Three Mile Plains & Five Mile Plains (15,5%)
- Shelburne (13,8%)
- Acaciaville, Jordantown & Marshalltown (11,1%)
- Região de Weymouth & Weymouth Falls (9,2%)
- Beechville (9,5%)
- Digby (8,4%)
- Luscasville (7,8%)
- Guysborough (7,6%)
- Lower Truro (6,3%)
- Liverpool (3%)

## Pessoas notáveis

### Políticos
- Mayann Francis, primeira vice-governadora negra da Nova Escócia

### Atletas
- George Dixon, primeiro boxeador negro da história a conquistar um título mundial
- Rocky Johnson, ex-wrestler e pai do ator Dwayne "The Rock" Johnson
- Sam Langford, boxeador

### Ativistas
- Viola Desmond

## Leitura complementar
- William Renwick Riddell. Slavery in the Maritime Provinces. The Journal of Negro History, vol. 5, no. 3 (julho de 1920), pp. 359–375
- Catherine Cottreau-Robins, "Timothy Ruggles – A Loyalist Plantation in Nova Scotia, 1784–1800". Doctorate Thesis. Dalhousie University, 2012
- Williams, Dawn P. (2006), Who's Who in Black Canada, Volume 2, ISBN 0-9731384-2-4, D.P. Williams
- Allen Robertson, "Bondage and Freedom: Apprentices, Servants and Slaves in Colonial Nova Scotia"; Collections of the Nova Scotia Historical Society. vol. #44 (1996); pp. 13.
- Wilson Head. "Discrimination Against Blacks in Nova Scotia: The Criminal Justice System" (1989).
- John Grant, "Black Immigration into Nova Scotia". Journal of Negro History, 1973
- The African in Canada; The Maroons of Jamaica and Nova Scotia (1890)
- Papers relative to the settling of the Maroons in His Majesty's province of Nova Scotia (1798)
- A brief history of the coloured Baptists of Nova Scotia and their first organization as churches, A.D. 1832 (1895)